# WOW!〜ディズニーマニア
『WOW!〜ディズニーマニア』 (Disneymania) は、ディズニーマニアシリーズ第1作のコンピレーション・アルバムである。
アメリカ合衆国で2002年9月17日に発売され、日本で9月11日に発売された。

## 概要
『WOW!〜ディズニーマニア』はディズニーマニアシリーズ第1作として発売された。ディズニーによる長編アニメーション映画で使用された楽曲をディズニー・チャンネル出演者をはじめとするアーティストによってカバーされた楽曲が収録されている。参加アーティストはアナスタシア、A*Teens、アッシャー、イン・シンク、アシャンティ、ジェシカ・シンプソン、アーロン・カーター、S Club 7、ヒラリー・ダフ、Jump5、クリスティーナ・アギレラ、ローナン・キーティング、スウィートボックスなどである。日本盤ボーナス・トラックにはスウィートボックスによる「ホール・ニュー・ワールド」が収録されている。全米アルバムチャートビルボード200で第52位、ビルボードTop Kids Audioで第1位を記録する。

## 収録曲
| #  | 邦題曲名                                              | 原題曲名                        | アーティスト             | 映画               | 時間 |
| -- | ----------------------------------------------------- | ------------------------------- | ------------------------ | ------------------ | ---- |
| 1  | いつか王子様が                                        | "Some Day My Prince Will Come"  | アナスタシア             | 白雪姫             | 3:45 |
| 2  | アンダー・ザ・シー                                    | "Under the Sea"                 | A*Teens                  | リトル・マーメイド | 3:25 |
| 3  | ユール・ビー・イン・マイ・ハート                      | "You'll Be in My Heart"         | アッシャー               | ターザン           | 4:12 |
| 4  | 星に願いを                                            | "When You Wish upon a Star"     | イン・シンク             | ピノキオ           | 2:22 |
| 5  | カラー・オブ・ザ・ウィンド                            | "Colors of the Wind"            | アシャンティ             | ポカホンタス       | 3:46 |
| 6  | 君のようになりたい                                    | "I Wan'na Be Like You"          | スマッシュ・マウス       | ジャングル・ブック | 3:17 |
| 7  | パート・オブ・ユア・ワールド                          | "Part of Your World"            | ジェシカ・シンプソン     | リトル・マーメイド | 3:28 |
| 8  | 王様になるのが待ちきれない                            | "I Just Can't Wait to Be King"  | アーロン・カーター       | ライオン・キング   | 3:26 |
| 9  | 愛を感じて                                            | "Can You Feel the Love Tonight" | S Club 7                 | ライオン・キング   | 4:11 |
| 10 | ハクナ・マタタ                                        | "Hakuna Matata"                 | バハ・メン               | ライオン・キング   | 3:43 |
| 11 | 魅惑のチキルーム                                      | "The Tiki Tiki Tiki Room"       | ヒラリー・ダフ           | 魅惑のチキルーム   | 2:44 |
| 12 | 美女と野獣                                            | "Beauty and the Beast"          | Jump5                    | 美女と野獣         | 3:28 |
| 13 | キス・ザ・ガール                                      | "Kiss the Girl"                 | ノー・シークレット       | リトル・マーメイド | 3:14 |
| 14 | リフレクション                                        | "Reflection"                    | クリスティーナ・アギレラ | ムーラン           | 3:34 |
| 15 | サークル・オブ・ライフ                                | "Circle of Life"                | ローナン・キーティング   | ライオン・キング   | 4:43 |
| 16 | ホール・ニュー・ワールド （日本盤ボーナス・トラック） | "A Whole New World"             | スウィートボックス       | アラジン           | 3:23 |

## チャート成績
| チャート (2004年)        | 最高順位 |
| ------------------------ | -------- |
| 米国 ビルボード200       | 52       |
| 米国 Top Internet Albums | 258      |
| 米国 Top Kids Audio      | 1        |